# 杉政人
杉 政人（すぎ まさと、明治13年（1880年）8月13日 - 昭和26年（1951年）11月19日）は、大日本帝国の海軍軍人。最終階級は海軍中将。岡山県高梁市出身。渋谷隆太郎、上田宗重らと同様に機関科出身者として最初の海軍大将候補であった。

## 経歴

### 生い立ち
明治13年（1880年）に備中松山藩士杉忠三郎、とその妻で由との間に次男として生まれる。地元の高梁男子校高等科を卒業し、創立第一回の県立高梁中学校（現：岡山県立高梁高等学校）の二年生の編入試験に合格。
卒業後、単身で当時、神奈川県横須賀にあったいわゆる「海軍三校」の一つ海軍機関学校へ入学（他二つは、海軍兵学校および海軍経理学校）。明治36年（1903年）に海軍機関学校（10期）卒業した。

### 海軍入隊後の日露戦争での活躍
機関学校卒業後は、海軍少尉に任官する。日露戦争の時、敵弾が炸裂する旅順港口に自艦を沈め、ボートに移乗して帰るという死ぬ可能性の高い決死隊に加わり任務を遂行した。1回目は明治37年（1904年）の2月14日、武州丸機関長として、2回目は同年3月27日、米山丸機関長として乗り組み任務を遂行し、この時の秀でた武勲が称えられ、功四級金鵄勲章と勲五等双光旭日章を授かる。1回目の決死隊が行われる3日前の2月11日付で、日本にいる兄の貞次に宛てた手紙に「春寒や　二十四年の　腕だめし」の句を送っている。最年少での決死隊であった。

### 海軍将校としての活躍
少機関士（機関少尉）として日露戦争に出征し、旅順港閉塞作戦の決死隊に最年少で2度も参加。戦後は、その武勲が認められて海軍機関学校としては異例の出世を果たす。明治40から41年（1907～08年）にかけて欧米各国を遠洋航海し、帰国後、海軍工機学校教官などを務める。明治44年（1911年）には、早くも海軍機関少佐に昇進、大正元年（1912年）には佐世保海軍工廠機械工場掛長となる。大正4年（1915年）に機関中佐に昇進した。若干35歳の時であった。
翌年には、造船監督官となり、大正6年（1917年）には米国へ出張した。その後、造兵監督官となり、大正8年（1919年）第一次世界大戦におけるヴェルサイユ条約が結ばれたのと同じ年には、機関大佐となった。大正12年（1923年）には、機関学校時代の思い出の地でもある横須賀にて、横須賀海軍工廠造機部長に就任し、遂には、大正14年（1925年）45歳で少将（海軍艦船本部第五部長）となった。
海軍の軍艦装備充実時代の功績が多く、呉海軍工廠長、軍需局長といった要職を歴任した。日本の海軍力が世界トップクラスになる礎を築き、機関科出身将校として初めて海軍艦政本部長に就任した。ノンキャリアとは言わないまでも、叩き上げで出世することは、機関科将校として異例中の異例であり、「海軍機関科史上初の大将の最有力候補」といわれた。しかし、昭和9年（1934年）大将に進級が内定していたが、翌年、本部長在任中に海軍の新鋭水雷艇「友鶴」が装備過重で転覆事故を起こした友鶴事件が発生した。これにより引責辞任に追い込まれ、予備役編入となった。このため初の機関科出身の海軍大将の誕生はならなかった。
制度的には大正14年以降、機関科出身であろうと大将昇進が可能であったが、結局、海軍史上において機関科将校の最高位は機関中将、或いは中将に終わった。

### 退官後
退官後は、日本製鋼所社長となり、日本国の経済を支えた。出身地の高梁市和田町の八幡神社境内に「杉 政人之碑」が昭和33年（1958年）4月に建立されている。碑には「謙譲の美徳が性格となり、敢えて声聞を求めず、私生活に質実剛健でありました。」と記してある。

## エピソード
母校である高梁中学校の草創の明治30年（1897年）に起こった、学校ストライキ事件は方谷林や桔梗河原（現・高梁市落合町近似）に立てこもり、警察官が出動するなどの騒ぎになったが、当時三年生（学生）であった政人らの努力により解決し、個人の力量を示すエピソードとして語り継がれている。

## 年譜
- 1902年 - 海軍機関学校卒
- 1911年 - 海軍大学校選科学生
- 1916年 - 米国出張
- 1920年 - 英国出張
- 1925年 - 任 海軍少将、海軍艦政本部第五部長
- 1927年 - 海軍艦政本部第四部長
- 1928年 - 呉海軍工廠長
- 1929年 - 任 海軍中将
- 1931年 - 海軍省軍需局長
- 1932年 - 海軍艦政本部長
- 1934年5月 - 軍令部出仕
- 1935年3月 - 予備役
- 1947年11月 - 公職追放仮指定[5]
- 1951年 - 没、享年71

## 栄典
- 1934年 - 勲一等旭日大綬章受章[2]

## 著作
- 『薊 : 杉政人遺稿』杉敏子, 1957.10